# Yves Ramousse
Yves Ramousse M.E.P. (23 tháng 2 năm 1928 - 26 tháng 2 năm 2021) là một giám mục Công giáo người Pháp thuộc Hội Thừa Sai Paris. Ông từng 2 lần đảm nhận cương vị Đại diện Tông Tòa Phnôm Pênh của Campuchia từ năm 1962 đến năm 1976 và từ năm 1992 đến năm 2001. Cho đến khi ông qua đời, ông là giám mục cao tuổi thứ tư trên thế giới và là giám mục cao niên nhất tại Pháp. Ông qua đời do ảnh hưởng của Covid-19.

## Tiểu sử
Yves Ramousse được thụ phong linh mục của Hội Thừa Sai Paris vào ngày 4 tháng 4 năm 1953. Ông được cử đi truyền giáo tại Vương quốc Campuchia.
Ngày 12 tháng 11 năm 1962, linh mục Yves Ramousse được bổ nhiệm làm đại diện tông tòa của Campuchia đặt tại Phnôm Pênh với chức danh Giám mục Pisita. Ông được thụ phong Giám mục vào ngày 24 tháng 2 năm 1963 khi mới chỉ 35 tuổi để trở thành vị giám mục trẻ nhất thế giới vào thời điểm đó.

## Truyền giáo tại Campuchia
Khi tình hình chính trị căng thẳng ở Campuchia, Yves Ramousse đã cố gắng hết sức để thúc đẩy các sáng kiến về hòa bình và hòa giải phù hợp với thông điệp của Giáo hoàng Gioan XXIII và các sáng kiến của Giáo hoàng Phaolô VI trong Chiến tranh Lạnh. Tuy nhiên, các sáng kiến cũng như hoạt động của ông đã không thu được hiệu quả vì tình hình ở Campuchia khi đó cực kỳ phức tạp. 
Tháng 1 năm 1975, khi Khmer Đỏ tấn công vào Phnôm Pênh, Giám mục Yves Ramousse gọi linh mục Joseph Chhmar Salas đang ở Pháp về nước vào tháng 2. Ngày 14 tháng 4 năm 1975, dưới sự cho phép của Giáo triều Rôma, trong khi chiến tranh đang diễn ra, Giám mục Yves Ramousse đã truyền chức giám mục cho linh mục Salas làm Giám mục người Campuchia bản xứ đầu tiên của quốc gia này. Giám mục Joseph Chhmar Salas giữ chức Giám mục Phó của Giáo phận đại diện Tông tòa Phnôm Pênh của Campuchia. Yves Ramousse cùng với nhiều người khác bị Khmer Đỏ nhốt tại Đại sứ quán Pháp 12 ngày sau đó đã bị trục xuất khỏi Campuchia  Yves Ramousse tị nạn ở Indonesia. Ngày 6 tháng 1 năm 1983, Ông được Bộ Truyền giáo các dân tộc giao việc thành lập Văn phòng thăng tiến tông đồ nơi người Campuchia hải ngoại. Ông trở thành giám đốc đầu tiên của văn phòng.
Ngày 6 tháng 7 năm 1992, Giáo hoàng Gioan Phaolô II đã bổ nhiệm Giám mục Yves Ramousse làm đại diện tông tòa của Phnôm Pênh sau khi các xung đột được giảm bớt, trước đó một số linh mục truyền giáo cũng đã được gửi đến Campuchia từ năm 1990. Yves Ramousse cũng đảm nhận sứ mệnh giám quản tông tòa của Giáo hạt Battambang cho đến khi Tổng giám mục Enrique Figaredo Alvargonzález được bổ nhiệm vào ngày 1 tháng 4 năm 2000. Ông đã lãnh đạo Giáo hội Campuchia phục hồi lại sau nhiều năm bị bách hại Những nỗ lực truyền giáo của ông vì lợi ích của Giáo hội và người dân Campuchia đã được Giáo hoàng Gioan Phaolô II ghi nhận trong chuyến thăm Ad Limina của ông tại Rôma vào ngày 11 tháng 2 năm 1999.
Ngày 14 tháng 4 năm 2001, Giám mục Yves Ramousse từ chức vì lý do tuổi tác, thay thế ông là một giám mục người Pháp khác Emile Destombes. Yves Ramousse đã ở lại Campuchia thêm 12 năm tại giáo xứ ở Sihanoukville. Năm 2015, ông trở về Pháp và ở tại Montbeton.
Ngày 26 tháng 2 năm 2021, Giám mục Yves Ramousse qua đời vì Covid-19, khi ông vừa mừng sinh sinh nhật lần thứ 93 vào 3 ngày trước đó (23/2) và mừng 58 năm làm giám mục (24/2) vào 2 ngày trước.